# King George V-klasse (1939)

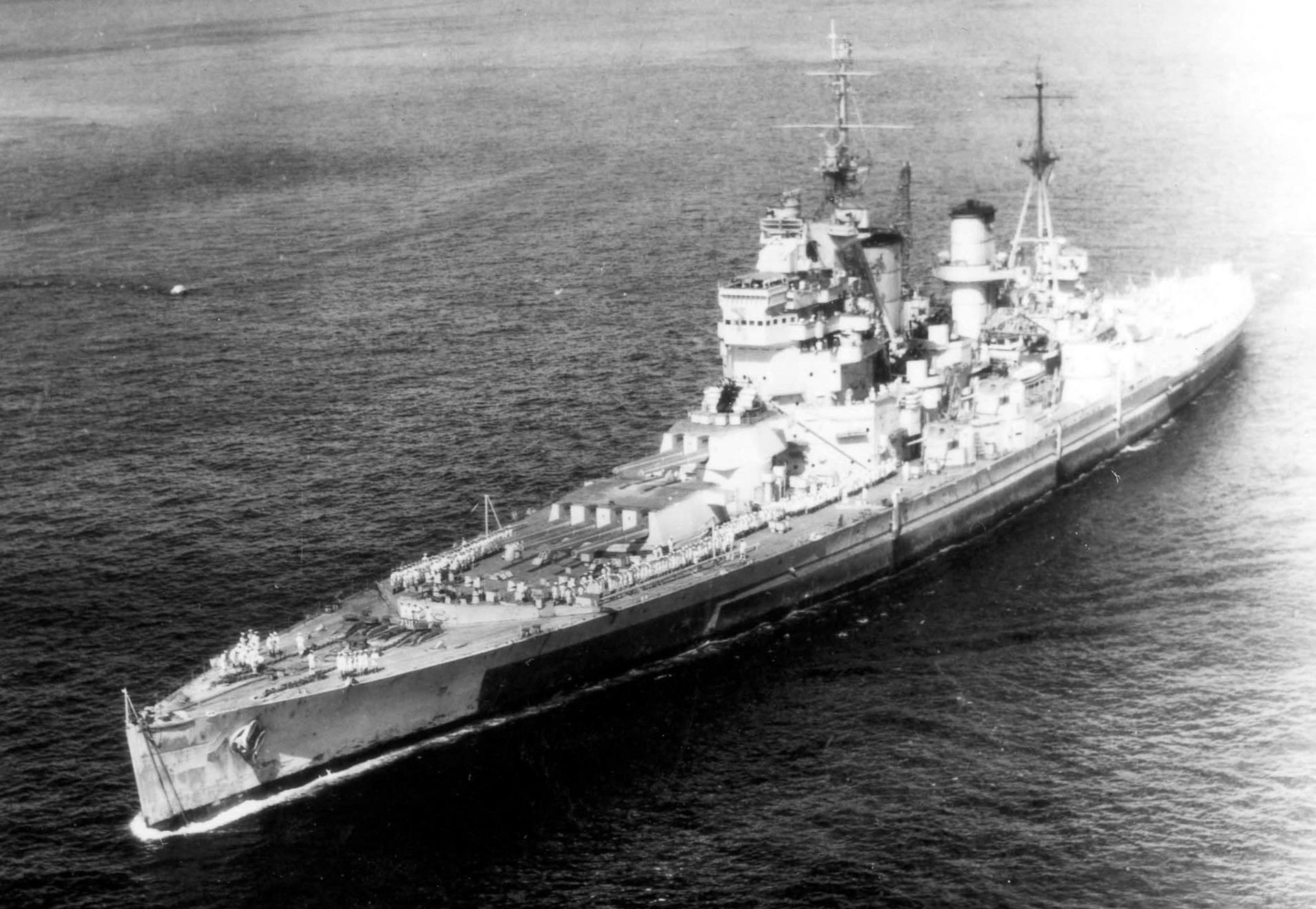
King George V

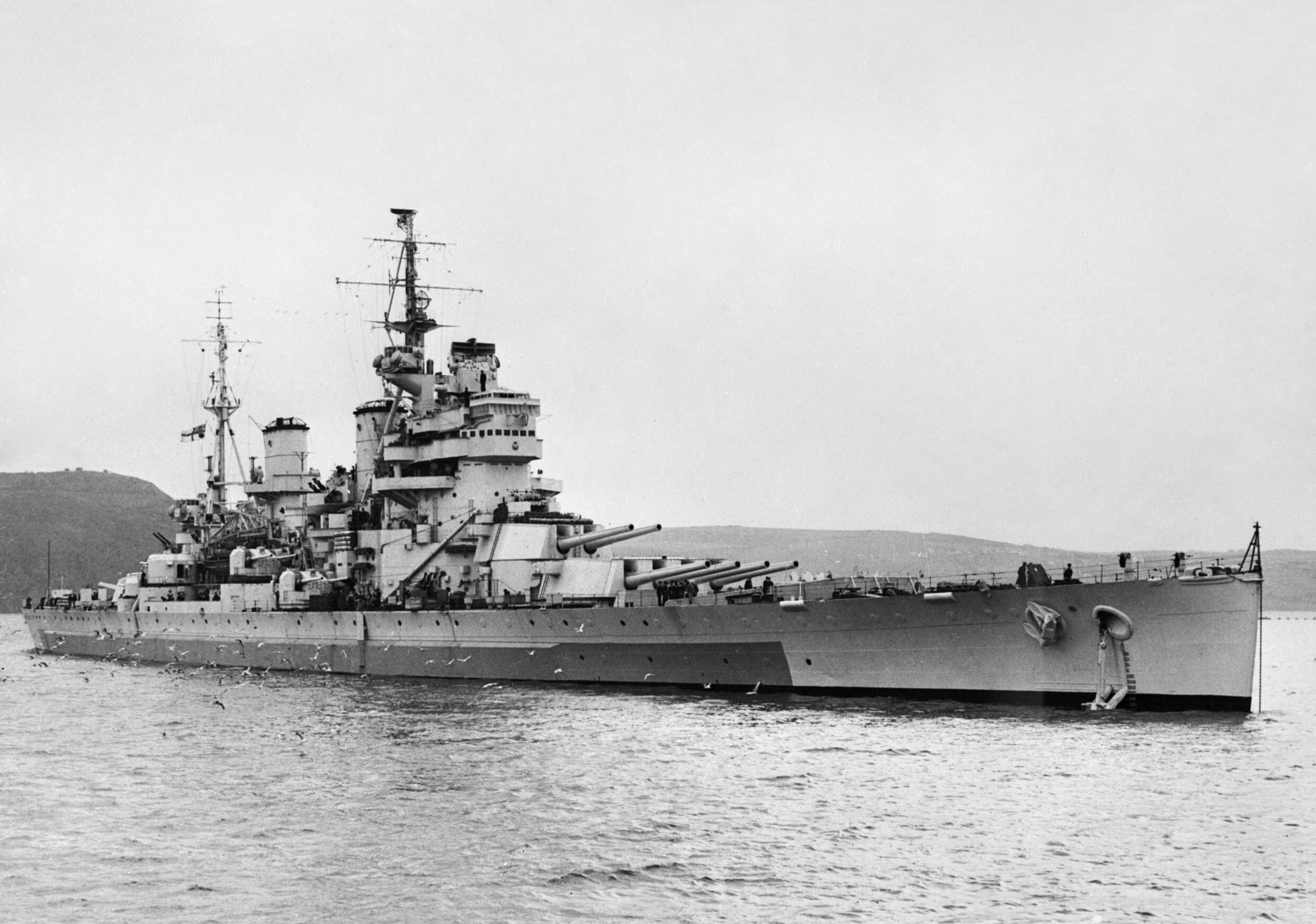
HMS Anson

De King George V klasse was een serie van vijf slagschepen van de Royal Navy, die in de tweede helft van de jaren dertig en het begin van de jaren veertig van de 20e eeuw gebouwd zijn.

## Schepen
- King George V (1940)
- Prince of Wales (1941)
- Duke of York (1941)
- Anson (1942)
- Howe (1942)

## Ontwerp
Toen de Britten begonnen met het ontwerpen van de King George V klasse was het duidelijk dat het tweede vlootverdrag van Londen uit 1936 geen lang leven was beschoren. Steeds meer landen hadden moeite met het naleven van de bepalingen ervan en trokken zich terug. De Britten hielden zich bij het ontwerp echter grotendeels aan de bepalingen van het vlootverdrag. Zoals dat bij alle slagschepen die gebouwd werden volgens de bepalingen van het verdrag van Washington (1922) en het verdrag van Londen (1930) werd ook bij de King George V klasse gestreefd naar een optimale balans tussen bescherming (pantser), vuurkracht en snelheid. Met de bouw van deze schepen zijn de Britten daar beter in geslaagd dan de andere mogendheden. De King George V klasse had waarschijnlijk de zwaarste bepantsering die ooit in een slagschip werd toegepast, met uitzondering van de twee Japanse superslagschepen van de Yamato klasse. De dikte van de hoofdpantsergordel bedroeg maximaal 391 mm, die van het pantserdek maximaal 178 mm en de voorkant van de hoofdgeschuttorens had zelfs een bepantsering van 406 mm.
De Britten vonden een snelheid van circa 28 knopen acceptabel, terwijl andere marines kozen voor slagschepen die een snelheid van ongeveer 30 knopen konden bereiken. De Britse schepen waren echter wel al beduidend sneller dan de Duitse pantserschepen van de Deutschland-klasse.
Uit praktische overwegingen werd gekozen voor het kanon van 14 inch (356 mm). Het vlootverdrag van 1930 had het maximum kaliber van 16 inch (conform het verdrag van 1922) verder beperkt tot 14 inch en de Britten hadden al een bestelling geplaatst. Hierdoor bleef de standaardwaterverplaatsing wel binnen de perken. De King George V had weliswaar een lichter kanon dan zijn buitenlandse tijdgenoten, zoals de Bismarck, maar tijdens schietoefeningen was gebleken dat de 14 inch granaten in staat waren op gangbare schootsafstanden de zwaarste pantsers te doorboren, althans de bepantsering waar Duitse slagschepen mee werden uitgerust. Bovendien was de vuursnelheid hoger, waardoor de trefkans vergroot werd. Aanvankelijk waren drie vierling torens gepland. Met twaalf kanonnen zou het schip een hogere vuursnelheid halen en per salvo meer gewicht aan granaten verschieten dan menige tijdgenoot. Vanwege de topzwaarte besloot men echter de tweede hoofdgeschuttoren van slechts twee kanonnen te voorzien.
Het grootste nadeel van de King George V klasse was de slechte zeegang en het relatief lage vrijboord, waardoor het voorschip nogal overspoeld werd in een zware zeegang. De vierling geschuttorens boden weinig ruimte aan de stukbemanning en maakten het werken daarin benauwd.

## Vervolg
In 1939 werden er vier schepen besteld naar een verbeterd en vergroot ontwerp, de Lion-klasse, met een standaarwaterverplaatsing van 40.000 ton. Er werden twee schepen op stapel gezet, maar na het begin van de Tweede Wereldoorlog, enkele maanden later, werd de bouw echter stopgezet en uiteindelijk werden alle vier de schepen geannuleerd. Men wilde fondsen en werfcapaciteit vrijmaken voor de bouw van kleinere schepen waar op korte termijn meer behoefte aan was en die bovendien sneller gebouwd konden worden.
De Lion-klasse zou een bewapening voeren van 9 kanonnen van 16 inch (406 mm) in drie drielingtorens, hetzelfde kaliber geschut als van de Rodney-klasse slagschepen. De secundaire bewapening was gelijk aan die van de KGV klasse.
Mede om tegengewicht te bieden aan de Japanse slagschepen werd voorgesteld om de al bestelde kanonnen en geschuttorens te plaatsen aan boord van een nieuw, snel te bouwen slagschip. Het ontwerp van de Lion-klasse werd hierop aangepast en in 1941 werd de Vanguard op stapel gezet. Uiteindelijk werd dit schip bewapend met acht kanonnen van 15 inch (381 mm) in vier tweelingtorens, die afkomstig waren van de reserve van de Hood, de Renown en de Repulse. Dat de eerdere beslissing de bouw van de Lion-klasse stil te leggen juist was, bleek wel uit het feit dat de Vanguard pas in 1946, na de oorlog, werd opgeleverd. De Vanguard werd daardoor "het enige Britse slagschip dat zijn kanonnen nooit in oorlogstijd afvuurde". Het schip was groter en zeewaardiger dan de KGV klasse, was sneller (30 knopen) en had een kortere draaicirkel.